# Carme Serra i Cantarell
Carme Serra i Cantarell (Barcelona, 1920 - Barcelona, 10 de novembre de 2018) va ser una gravadora i pintora catalana. Estudià i es formà a l'Escola de Belles Arts de Sant Jordi. L'any 1950 va presentar obres per a exposicions a l'Institut Britànic de Barcelona, i tornà a fer-ho els anys 1952, 1973 i 1974. Il·lustrà traduccions catalanes de destacats escriptors internacionals com James Joyce, Virginia Woolf, Katherine Mansfield o Jean Cocteau, entre d'altres. El 1950 participà al Salon international du Patrimoine Culturel, i guanyà a Barcelona el primer premi de Gravat Rosa Vera, en la seva primera edició. Fou becada per l'Institut Francès, i el 1953 viatjà a París. Va participar en diverses exposicions col·lectives i també individualment, exposant a Catalunya, a Figueres i Vilanova i la Geltrú l'any 1976, a Inca (Mallorca) els anys 1973 i 1974, i també a Aragó i Navarra, a més d'algunes altres col·lectives a Sud-amèrica. La seva obra ha estat més preocupada per la línia que pel color, havent conreat el pastel, el guaix i diverses varietats de gravat, amb temes intimistes, paisatges i motius mariners.